# Charlotte Capell
Charlotte Capell, comtesse de Clarendon (2 octobre 1721 – 3 septembre 1790), fille de William Capell (3e comte d'Essex) et de Jane Hyde, est l'épouse de Thomas Villiers (1er comte de Clarendon), fils de William Villiers (2e comte de Jersey). Thomas est plus tard élevé à la pairie en tant que baron Hyde et ensuite en tant que comte de Clarendon, les deux titres qui proviennent de la famille de sa femme.
Ils se marient le 30 mars 1752, et ont quatre enfants:
- Thomas Villiers (2e comte de Clarendon) (25 décembre 1753 – 7 mars 1824).
- John Villiers (3e comte de Clarendon) (14 novembre 1757 – 22 décembre 1838).
- George Villiers (1759-1827) (23 novembre 1759 – 21 mars 1827). Le père de George Villiers (4e comte de Clarendon).
- Lady Charlotte Barbara Villiers (27 mars 1761 – 9 avril 1810).

À partir de 1756, lorsque son mari acquiert le titre de baron, elle est connue comme Lady Hyde de Hindon, et à partir de 1776, lorsque le titre de comte de Clarendon est relevé pour lui, elle devient la comtesse de Clarendon. Elle tombe malade et meurt à Stony Stratford, âgée de 68 ans, et est enterrée à l'Église Saint Mary's, Watford, avec d'autres membres de la famille Capell.